# 米夏埃爾·波德
米夏埃爾·波德（德語：Michael Boder；1958年11月9日—2024年4月7日），德國指揮家。丹麥皇家劇院首席指揮，專擅當代音樂。

## 生平
波德在达姆施塔特出生，就讀於汉堡音乐院，之後則前往佛罗伦萨，在那裏他與里卡多·穆蒂以及祖宾·梅塔共事。在法蘭克福他則是米夏埃尔·吉伦的助理。廿九歲時，波德成為瑞士巴塞尔剧院首席指揮，並開始在漢堡、科隆、慕尼黑、柏林、倫敦等地客席演出。
1991年，他指揮了盧卡·隆巴迪歌劇《浮士德》（Faust. Un travestimento）在巴賽爾的首演。同年，在慕尼黑歌劇音樂節揭幕音樂會上指揮了克里斯托弗·潘德列茨基的《烏布王》（Ubu Rex，亦是首演）。此後他的演出邀約更趨頻繁，接連在舊金山歌劇院、柏林德意志歌劇院、蘇黎世歌劇院登場。1995年12月15日，首次在维也纳国立歌剧院登台，指揮了阿尔班·贝尔格的《伍采克》。在倫敦皇家歌劇院，波德擔綱了哈斯《拂曉與黃昏》（Morgen und Abend）的首演。
2008年至2012年樂季間，擔任利塞乌歌剧院音樂總監。2012年樂季起同時擔任丹麥皇家歌劇院首席指揮。

## 作品

### 首演指揮
- 盧卡·隆巴迪，《浮士德》（Faust. Un travestimento），1991年
- 克里斯托弗·潘德列茨基，《烏布王》（Ubu Rex），1991年
- 格奧爾格·弗雷德里克·哈斯，《拂曉與黃昏》（Morgen und Abend）
- 阿里贝特·赖曼（英语：Aribert Reimann），《皇宮》（Das Schloß），1992年
- 汉斯·维尔纳·亨策，《費朵拉》（Phaedra），2007年
- 乔治·埃内斯库，《伊底帕斯》（Œdipe），1996年，德國首演[2]

## 外部連結
- 米夏埃爾·波德（德国国家图书馆目录相关文献）
- 米夏埃爾·波德的Discogs页面（英文）